# Ilie Fântânesc
Ilie Fântânesc (n. 1895 Valea Sângeorgiului, Călan – d. 1974, Geoagiu de Sus, județul Alba) a fost un deputat în Marea Adunare Națională de la Alba Iulia, organismul legislativ reprezentativ al „tuturor românilor din Transilvania, Banat și Țara Ungurească”, cel care a adoptat hotărârea privind Unirea Transilvaniei cu România, la 1 decembrie 1918 :p. 205.

## Biografie
A făcut școala primară și devine agricultor și tâmplar. În Primul Război Mondial a căzut prizonier rușilor. A luat parte la organizarea Gărzii Naționale din sat. A participat la campania din Ungaria din anul 1919 :p. 205.  

## Activitatea politică
Ca deputat în Adunarea Națională din 1 decembrie 1918 a fost delegat al Cercului electoral Hațeg :p. 205.	

## Recunoașteri
A fost decorat cu Crucea Comemorativă a războiului 1916-1918 :p. 205.